# Isaac Cuenca
Pour les articles homonymes, voir Cuenca.
Joan Isaac Cuenca López, est un footballeur espagnol né le 27 avril 1991 à Reus (Tarragone, Catalogne, Espagne). Il joue au poste d'ailier droit.

## Biographie

### Club

#### Formation au FC Barcelone
Isaac Cuenca est repéré par un recruteur du FC Barcelone sur internet. En effet, Isaac Cuenca tout jeune pratique le freestyle football et poste ses vidéos sur le net. Cuenca rejoint La Masía, le centre de formation du FC Barcelone, en 2002 à l'âge de onze ans. En 2005 il retourne dans sa ville natale pour jouer avec le CF Reus Deportiu jusqu'en 2008. Il joue ensuite une saison avec le CF Damm avant de retourner au FC Barcelone en 2009.

#### Prêt au  Sabadell
Lors de la saison 2010-2011, Isaac Cuenca est prêté par le Barça au club de Sabadell qui parvient à monter en deuxième division. Isaac Cuenca joue un rôle important dans cette promotion en devenant rapidement titulaire.

#### Retour à la réserve
En juin 2011, Isaac Cuenca rejoint l'équipe réserve du Barça, le FC Barcelone B, qui se trouve en deuxième division. Il effectue le stage de pré-saison avec l'équipe première sous les ordres de Pep Guardiola qui le fait débuter lors d'un match amical face au Hajduk Split le 23 juillet 2011.
Cuenca fait ses débuts officiels avec le FC Barcelone B le 4 septembre 2011 lors d'un match de championnat face au FC Cartagena inscrivant le dernier but de la rencontre (victoire 4-0).

#### Ligue des champions
Le 19 octobre 2011, Isaac Cuenca débute officiellement avec l'équipe première du FC Barcelone en remplaçant David Villa lors du match de Ligue des champions face au FC Viktoria Plzeň.

#### Première titularisation
Le 25 octobre, il est titularisé par Pep Guardiola lors du match de championnat face à Grenade CF et joue l'intégralité de la partie (victoire 1-0 du Barça).
Le 29 octobre, il est à nouveau titularisé par Pep Guardiola lors du match de championnat face à Majorque, à la 51e minute il inscrit son premier but en Liga, portant le score à 4 à 0.
Le 1er novembre, il est encore titulaire avec le Barça lors du match de Ligue des champions face à Viktoria Plzen. Il délivre une passe décisive à Cesc Fàbregas pour le troisième but de son équipe (victoire 4 à 0 du FC Barcelone). Il est élu "Meilleur joueur du match" par les téléspectateurs de TVE.
Le 3 décembre, il est titularisé à droite face au club de Levante, 4e du championnat, il marque son second but en Liga à la 37e minute à la suite d'une passe d'Andrés Iniesta.
Cuenca participe à la Coupe du monde des clubs au Japon et remporte là son premier titre avec le Barça.
À la suite de la grave blessure de David Villa en décembre 2011, Isaac Cuenca intègre à plein temps la première équipe du FC Barcelone. En janvier 2012, il renouvelle son contrat avec le FC Barcelone jusqu'en 2015.
Le 31 mai 2012, Isaac Cuenca est opéré d'une grave blessure au genou droit qui le laisse indisponible entre trois et quatre mois.

#### Prêt à l'Ajax et au Deportivo
Le 31 janvier 2013, Isaac Cuenca est prêté à l'Ajax Amsterdam jusqu'à la fin de la saison. Cuenca dispose du numéro 11 dans les compétitions néerlandaises et du 28 en Coupe d'Europe, car le 11 a déjà été utilisé par un autre joueur dans cette compétition.
Il est titularisé dès son premier match le 10 février 2013 contre Roda et il parvient à délivrer une passe décisive (1 à 1).
En mai 2013, il remporte le championnat des Pays-Bas avec l'Ajax.
Il est de nouveau opéré du genou en juin 2013 et est absent des terrains pendant trois mois.
Son prêt à l'Ajax prend fin en été 2013 et il retourne dans les rangs du Barça. 
Le 10 juillet 2014, le FC Barcelone met un terme au contrat d'Isaac Cuenca. Celui-ci est recruté le même jour par le néo-promu Deportivo La Corogne. En 2015, à l'aube d'une nouvelle saison, le Deportivo La Corogne ne renouvelle pas son contrat. 

#### Bursaspor
En août 2015, il signe au club turc de Bursaspor.

#### Sagan Tosu
En janvier 2019, Cuenca s'engage en faveur du Sagan Tosu.

### Sélection nationale

#### Espoirs
Isaac Cuenca est convoqué pour la première fois par Luis Milla pour un match de l'équipe d'Espagne espoirs face à l'Estonie le 9 novembre 2011. Lors de ce match, Isaac Cuenca débute sous les couleurs de l'Espagne en entrant sur le terrain en deuxième mi-temps (victoire de l'Espagne 6 à 0).

## Palmarès

### FC Barcelone
- Coupe du monde des clubs (1) :
  - Vainqueur : 2011

- Coupe du Roi (1) : 
  - Vainqueur : 2012

### Ajax Amsterdam
- Championnat des Pays-Bas (1) : 
  - Vainqueur : 2013